# Martin Blumner
Martin Traugott Blumner, född 21 november 1827 och död 16 november 1901, var en tysk tonsättare och dirigent.
Blumner var elev hos Siegfried Dehn. Han blev 1853 vicedirigent och 1876 dirigent i Berliner Singakademie, vars historia han skrev 1891 i Geschichte der Sing-Akademie zu Berlin. Han blev 1875 medlem av Königliche Akademie der Künste, och 1885 ledare av den musikaliska sektionen där. 1891 blev han akademins vicepresident och direktör för mästareskolan för komposition. Blumners kompositioner omfattar kantater, oratorier, psalmer, motetter, sånger, duetter och liknande vokalverk.